# När millionerna rulla
När millionerna rulla är en svensk dramafilm från 1924 i regi av Lasse Ring. 

## Om filmen
Filmen premiärvisades 17 november 1924. Filmen spelades in i Saltsjöbaden, Stockholm och Haparanda och trakten kring Torne och Kemi älvar av Carl Hilmers och Gustaf Berg. Som förlaga har man Ragnar Rings roman Madame de Menasjévitj som utgavs 1919. 

## Roller
- Vera Schmiterlöw - Irma Bronialevski
- Ernst Berglund - baron Ove Borg von Lilje, f.d. gardesofficer numera kristidshasardör
- Carl Barcklind - Charley Grönkvist, speditör från Haparanda
- Sven Hasselström - greve Vladimir Maratoff, rysk officer
- Elias Ljungqvist - Bitvargsky, rysk konsul i Haparanda
- Carl Nissen - greve Bronialevski, Irmas far, godsägare
- Hildegard Harring - Beata Tidström, änka från Alvesta
- Georg de Gysser - löjtnant Groggoff, rysk dragonofficer
- Olof Krook - baron Keiss von Keisser från Köpenhamn
- Nadjeschda Botchkaroff-Hjärne - spionerande kammarjungfru
- Carl Runn -  löjtnant Drakenfelt, chef för 2:a gränskompaniet
- Helge Waltari - kontorspojke
- Otto Malmberg - middagsgäst på Grand Hôtel i Saltsjöbaden
- Nita Hårleman